# Liste von Listen der Mitglieder des Landtages Sachsen-Anhalt
Diese Liste umfasst alle Listen von Mitgliedern der Landtage von Sachsen-Anhalt.

## Sowjetische Besatzungszone und Deutsche Demokratische Republik
| Liste                                  | Datum     | Wahl | Landesregierung                          |
| -------------------------------------- | --------- | ---- | ---------------------------------------- |
| Beratende Versammlung (Sachsen-Anhalt) | 1946      |      | Kabinett Hübener I                       |
| Mitglieder der ersten Wahlperiode      | 1946–1950 | Wahl | Kabinett Hübener II, Kabinett Bruschke I |
| Mitglieder der zweiten Wahlperiode     | 1950–1952 | Wahl | Kabinett Bruschke II                     |

## Landtag in der Bundesrepublik Deutschland
| Liste                               | Datum     | Wahl | Landesregierung                                 |
| ----------------------------------- | --------- | ---- | ----------------------------------------------- |
| Mitglieder der ersten Wahlperiode   | 1990–1994 | Wahl | Kabinett Gies, Kabinett Münch, Kabinett Bergner |
| Mitglieder der zweiten Wahlperiode  | 1994–1998 | Wahl | Kabinett Höppner I                              |
| Mitglieder der dritten Wahlperiode  | 1998–2002 | Wahl | Kabinett Höppner II                             |
| Mitglieder der vierten Wahlperiode  | 2002–2006 | Wahl | Kabinett Böhmer I                               |
| Mitglieder der fünften Wahlperiode  | 2006–2011 | Wahl | Kabinett Böhmer II                              |
| Mitglieder der sechsten Wahlperiode | 2011–2016 | Wahl | Kabinett Haseloff I                             |
| Mitglieder der siebten Wahlperiode  | 2016–2021 | Wahl | Kabinett Haseloff II                            |
| Mitglieder der achten Wahlperiode   | seit 2021 | Wahl | Kabinett Haseloff III                           |